# Хильчук Василь Никифорович
Васи́ль Ники́форович Хильчу́к (22 травня 1921 , Пустовійтове, Глобинський район  — 31 грудня 1987 , Глобине, Полтавська область ) — навідник гармати 358-го артилерійського полку 126-ї стрілецької дивізії 43-ї армії, молодший сержант. Герой Радянського Союзу.

## Біографія
Народився 22 травня 1921 року в селі Пустовійтове, нині Кременчуцького району Полтавської області. Українець. Член ВКП(б)/КПРС із 1943 року. Освіта неповна середня. Працював трактористом у колгоспі.
До Червоної армії призваний Марксштадським райвійськкоматом Саратовської області в березні 1942 року і направлений на фронт. Воював у складі військ Сталінградського, Південного, 4-го Українського, 1-го Прибалтійського, 3-го та 2-го Білоруського фронтів. Брав участь у Сталінградській битві, боях на річці Міус, у визволенні Донбасу, Криму, Балтії. Двічі поранений. Особливо відзначився під час взяття Кенігсберга.
Навідник гармати 358-го артилерійського полку 126-ї стрілецької дивізії 43-ї армії 3-го Білоруського фронту молодший сержант Хильчук у складі розрахунку під командуванням старшини Черьомухіна О. Є. в бою за прорив зовнішнього обводу оборони противника на підступах до Кенігсберга, діючи в бойових порядках піхоти, під вогнем противника прямою наводкою знищив чотири кулеметні точки з їх розрахунками і два 75-міліметрових гармати, придушив вогонь ще трьох кулеметних точок і мінометної батареї ворога, чим надав безпосередню допомогу наступаючій піхоті.
У вуличних боях у місті Кенігсберг, діючи у складі штурмової групи, знищив сім кулеметних точок, встановлених у будівлях, дві гармати і до 25 німецьких солдатів, придушив вогонь чотирьох кулеметів і однієї реактивної установки.
9 квітня в бою в районі зоопарку Хильчук замінив командира розрахунку, що вибув зі строю, та знищив чотири кулеметні точки противника, підірвав склад з боєприпасами і придушив вогонь однієї мінометної батареї. Коли стрілецькі підрозділи досягли однієї з будівель, інтенсивний вогонь з кулеметів і автоматів ворога перегородив їм шлях. Молодший сержант Хильчук викотив гармату на відкриту позицію і швидким вогнем зруйнував будівлю, знищивши п'ять кулеметів і 21 гітлерівця, забезпечивши своїми діями просування піхоти.
Указом Президії Верховної Ради СРСР від 19 квітня 1945 року за мужність, відвагу та героїзм молодшому сержанту Хильчуку Василю Никифоровичу присвоєно звання Героя Радянського Союзу з врученням ордена Леніна та медалі «Золота Зірка».
Після демобілізації знову працював трактористом, потім керував колгоспом імені Челюскінців у Глобинському районі. Жив у місті Глобине. Помер 31 грудня 1987 року. Похований у Глобиному.

## Нагороди
Нагороджений орденами Леніна, Вітчизняної війни 1-го та 2-го ступенів, Червоної Зірки, Слави 3-го ступеня, медалями.